# ألبرت بوشنل هارت
ألبرت بوشنل هارت (بالإنجليزية: Albert Bushnell Hart) هو مؤرخ أمريكي، ولد في 1 يوليو 1854 في Clark, Pennsylvania ‏ في الولايات المتحدة، وتوفي في 16 يونيو 1943 في بوسطن في الولايات المتحدة.